# 布里德莱班
布里德莱班（法語：Brides-les-Bains，法語發音：[bʁid le bɛ̃]）是法国萨瓦省的一个市镇，属于阿尔贝维尔区。

## 地理
布里德莱班（45°27'9"N, 6°34'0"E）面积2.63 平方千米，位于法国奥弗涅-罗讷-阿尔卑斯大区萨瓦省，该省份为法国东部省份，历史上为薩伏依的一部分，北起上萨瓦省，西接伊泽尔省和安省，南部和东部与上阿尔卑斯省和意大利接壤。
与布里德莱班接壤的市镇（或旧市镇、城区）包括：莱萨吕、费松叙萨兰、蒙塔尼、萨兰-方丹、库尔舍韦勒。

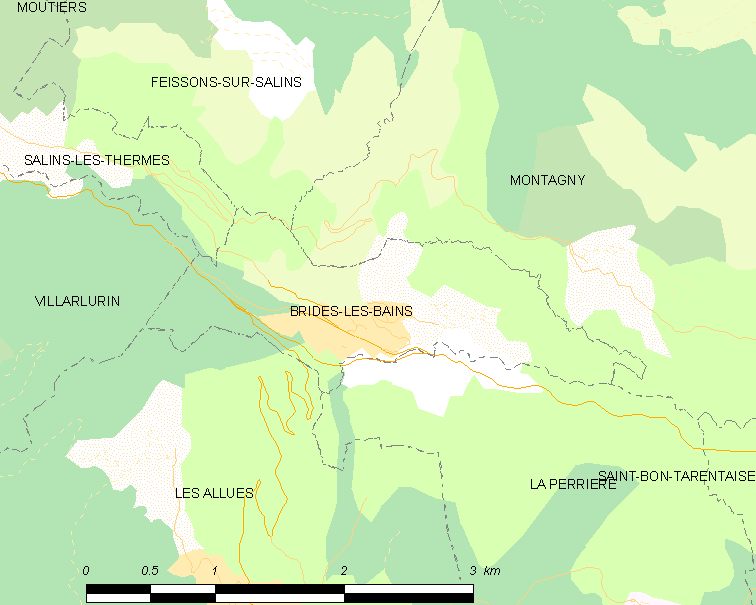
布里德莱班的OSM定位图

布里德莱班的时区为UTC+01:00、UTC+02:00（夏令时）。

## 行政
布里德莱班的邮政编码为73570，INSEE市镇编码为73057。

## 政治
布里德莱班所属的省级选区为穆捷县。

## 人口

1962-2008年间布里德莱班人口变化图示

布里德莱班于2022年1月1日时的人口数量为457人。